# 谢列奇尼亚农村居民点
谢列奇尼亚农村居民点（俄语：Селеченское сельское поселение）是俄罗斯联邦布良斯克州苏泽姆卡区所属的一个农村居民点。其下辖有3个居民点，行政中心为谢列奇尼亚。据2015年统计，该农村居民点的人口为589人。